# Hvidt flag
Et Hvidt flag har og har haft forskellige betydninger, både nationalt og internationalt:

## Våbenhvile eller forhandling
Det hvide flag er internationalt anerkendt som symbol på beskyttelse i krigstid, i forbindelse med våbenstilstand, forhandling om våbenhvile eller kapitulation. Det indikerer derfor også overgivelse, fordi det ofte vil være en tabende part, der anmoder om forhandling. Flaget signalerer, at man kommer ubevæbnet og for at overgive sig eller forhandle. Flaget omtales også som parlamentærflag.
I Hagerkonventionerne fra 1899 og 1907, også kendt som krigens regler, beskrives anvendelsen af det hvide flag på denne måde i den danske bekendtgørelse fra 1910:
```
Artikel 32
 
”Som 
Parlementær
 betragtes den Person, som af den ene af de Krigsførende bemyndiges til at indlede Underhandlinger med den anden, og som fremstiller sig med det hvide Flag. Han saavelsom den Trompeter, Hornblæser eller 
Trommeslager
, 
Fanebærer
 og 
Tolk
, der ledsager ham, ere ukrænkelige.”
a
```

Et angreb på en person, der benytter det hvide flag, er en krigsforbrydelse. Tilsvarende er det i Protokol I, artikel 37, til Genevekonventionen fra 1949 anført, at det også er en krigsforbrydelse betegnet som perfidi (svig), hvis man selv angriber ved at foregive, at man har til hensigt at forhandle under parlamentærflag eller at overgive sig. b

### Historie
Det hvide flags funktion som tegn på overgivelse kan dateres til det østlige Han-dynasti (20-200 e.Kr.). Historikeren Cornelius Tacitus omtaler en overgivelse år 69 e.Kr. i Romerriget med brug af et hvidt flag. Før havde man holdt skjoldet over hovedet som tegn på overgivelse. Det antages at skikken har udviklet sig samtidigt i Øst og Vest.
I Vesteuropa blev det hvide flag almindeligt benyttet i Middelalderen for at tilkendegive, at man ønskede at overgive sig. Den hvide farve blev benyttet til at vise, at en person ikke var en del af kampene: Herolder (budbringere) holdt hvide stokke foran sig, fanger og gidsler taget under kampene fik papir sat i huen eller på hjelmen; og tropper, der havde overgivet sig og fik lovet fri passage, skulle bære hvide stave. 
Brugen af det hvide flag er blevet spredt over kontinenterne, fx skriver den portugisiske historiker Gaspar Correia omkring 1550 om en hændelse i 1502, hvor den indiske prins Zamorin fra Calicut angiveligt ”som tegn på fred” sendte sine forhandlere bærende ”et hvidt klæde bundet til en stok” til deres fjende Vasco da Gama. 
Hugo Grotius anfører i sit værk ”De jure belli ac pacis”(latin:Om krigens og fredens love) fra 1625, at en af de fundamentale tekster i international lov anerkender det hvide flag som ”et tegn, som gennem brug har givet det betydning”, nemlig som ”et stiltiende tegn om at kræve en forhandling, der er ligeså bindende, som hvis det var udtrykt med ord”. 
I Danmarkshistorien er det nok Lord Nelsons (mis)brug af det hvide flag ved Slaget på Reden i 1801, der er det mest spektakulære, fordi det lykkedes ham at få danskerne til at acceptere en våbenhvile.

## Sport

### Kendo
I den japanske "sværd"-sport Kendo, sidder der ved konkurrencer (shiai) en ringdommer med et hvidt flag og en anden ringdommer med et rødt flag. Dommerne holder øje med hver sin kæmper, der har henholdsvis et hvidt og et rødt bånd på ryggen. Dommeren hæver sit flag, når det konstateres at vedkommendes kæmper har scoret et point.

### Motorsport
I motorløb sanktioneret af det internationale motorsportsforbund FIA betyder det hvide flag, at der er en langsommere kørende forude. Her kan det hvide flag vises af løbskommisærer langs hele strækningen.
I andre racerløb benyttes det hvide flag fra toppen af starttårnet til at vise, at der køres ud på sidste omgang. 

### Military
I ridesporten Military benyttes flag til at vise forhindringer på terrænbanen. Hvidt flag er på forhindringens venstre side, mens der er et rødt på højre side. I nogen tilfælde anvendes dog numre i stedet for flag.

## Civil udrykningskørsel
I Danmark kan private i helt særlige tilfælde foretage udrykningskørsel. Civile køretøjer er ikke udstyret med sirener og blå blink, så i stedet er det i Færdselslovens § 7 stk. 4 beskrevet, at der foran på køretøjet skal anbringes ”en hvid dug”:
```
”Motorkøretøj, der i et enkelt tilfælde benyttes til kørsel med alvorligt syge eller tilskadekomne eller i et andet lignende øjemed, som ikke tåler opsættelse, og som foran på køretøjet på iøjnefaldende måde har anbragt en hvid dug, er under denne kørsel ligestillet med udrykningskøretøj. Føreren af motorkøretøjet skal snarest muligt, efter at sådan kørsel har fundet sted, give politiet meddelelse herom. Uberettiget anvendelse af hvid dug er forbudt.”
c
```

## Badning
Nogle kommuner har indført ”Hvide badeflag” på deres strande. Der er dels tale om flaget for det nordiske ”Badepunkt” og dels det nordjyske ”Badevandsflaget”.
I Danmark drives Badepunkt ligesom det Blå Flag af Friluftsrådet. Det adskiller sig fra det almindelige Blå Flag ved, at det udover badefaciliteter tillige skal tilbyde ”særlige friluftsmuligheder og kultur- eller naturoplevelser”. d
Det nordjyske hvide badevandsflag administreres af de enkelte kommuner. Flaget benyttes som modstykke til det blå flag, som flere kommuner anser har for restriktive krav, fx forbud mod hunde eller biler på strandene. e

## Umayyade-kalifatet
Umayyaderne er en af de arabiske stammer. De havde magten under Umayyade-kalifatet 661-750. Kalifatets flag var helt hvidt uden tegn eller skrift.

## Ancien régime Frankrig
Den helt hvide fane blev benyttet som det kongelige franske flag frem til 1830, afbrudt fra perioden 1790-1810. Under den franske revolution benyttede royalisterne et hvidt flag med gule franske liljer, der mindede om det frem til renæssancen anvendte franske kongelige blå flag med gule franske liljer. f

## BuddhismeogKonfucianisme
I både buddhismen og konfucianismen forbindes den hvide farve med døden. Hvide flag benyttes som symbol for sorg.

## Afghanistans Islamiske Emirat
Under den afghanske borgerkrig fra 1996 til 2001 erobrede Taliban hovedstaden Kabul og udråbte Afghanistans Islamiske Emirat. Fra 1996-1997 benyttede man et helt hvidt flag, og fra 1997 blev den islamiske trosbekendelse ”Shahadah” tilføjet med sort skrift.